# Santa Margherita d’Adige
Santa Margherita d’Adige (velenceiül Santa Margarita d'Adese) település Olaszországban, Veneto régióban, Padova megyében. Lakosainak száma 2262 fő (2018. január 1.). Santa Margherita d’Adige Megliadino San Fidenzio, Ospedaletto Euganeo, Ponso, Saletto, Megliadino San Vitale és Piacenza d’Adige községekkel határos.

## Népesség
A település lakossága az elmúlt években az alábbi módon változott:

| 2017 | 2 279 |
| 2018 | 2 262 |